# Affaire Taman Shud
L’affaire Taman Shud, aussi connue sous le nom de « Mystère de l’homme de Somerton », est une affaire qui n’a jamais été résolue, concernant la découverte d’un cadavre masculin non identifié, à 6 h 30, le 1er décembre 1948, sur la plage de Somerton Park, près d'Adélaïde, dans le sud de l’Australie. Le nom de l’affaire provient de la phrase « Tamam shud » – signifiant « fini » ou « terminé » en persan – qui figurait sur la dernière page des Rubaiyat d’Omar Khayyam, retrouvée dans une poche de pantalon de la victime. Lorsque les journaux de l'époque ont évoqué l'affaire, les mots « Tamam Shud » ont été mal orthographiés en « Taman Shud », d'où le nom de l'affaire.
Considérée comme « l’un des plus profonds mystères australiens », l’affaire a fait l’objet de nombreuses spéculations qui se poursuivent encore aujourd’hui, concernant l’identité de la victime, les événements ayant conduit à sa mort et les causes du décès.
L’intérêt du public pour l’affaire a été accentué par de nombreux facteurs : l’époque à laquelle se déroule l’affaire, période de grandes tensions pendant la guerre froide, la présence de ce qui ressemble à un code secret sur un bout de papier retrouvé dans la poche de la victime, l’utilisation d’un poison indétectable, l'incapacité d'identifier la victime et la possibilité d'une histoire d'amour tragique en toile de fond.
L'essentiel de l'enquête s'est déroulé en Australie, mais des services de police du monde entier ont été mis à contribution, notamment en participant à l'effort pour identifier la victime ou pour faire progresser les pistes internationales.

## Découverte du corps

### La victime

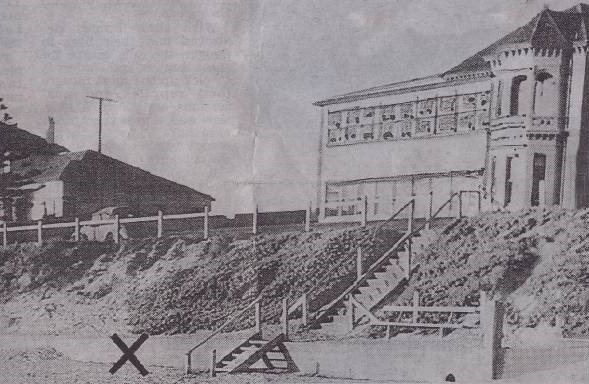
Emplacement du corps lors de sa découverte, marqué par un X, sur la plage de Somerton.

Le corps de la victime est découvert le 1er décembre 1948, à 6 h 30, sur la plage de Somerton, près d'Adélaïde en Australie. La police est appelée immédiatement. À son arrivée, le corps de la victime est couché sur le sable, sa tête reposant sur la digue, les jambes croisées vers la mer. La police ne décèle aucune marque indiquant que le corps ait été déplacé. Le bras gauche de l’homme est tendu et son bras droit est plié. La police trouve une cigarette qui n'a pas été allumée derrière l’oreille de la victime et une cigarette à moitié consumée dans le col droit de son manteau. Une fouille des poches révèle un ticket de train de seconde classe allant jusqu’à Henley Beach depuis Adélaïde (non utilisé), un ticket de bus de la ville (utilisé), un petit peigne américain en aluminium, un paquet de chewing-gum aux fruits à moitié plein, un paquet de cigarettes de la marque « Army Club » contenant des cigarettes de la marque « Kensitas » et une boîte d’allumettes Bryant & May au trois quarts vide. Le ticket de bus a été utilisé pour descendre à un arrêt situé à environ 1 100 mètres au nord de la position du corps de la victime. L’homme n’avait pas d’argent dans ses poches.
Les témoins qui se présentent déclarent que, le soir du 30 novembre, ils ont aperçu un homme ressemblant à la victime, couché sur le dos, dans la même position et au même endroit, contre la digue qui fait face à l'hospice pour enfants infirmes,. Un couple a vu l’homme, aux environs de 19 h, étendre son bras gauche avant de le relâcher mollement, comme s’il s'étirait. Un autre couple, qui a pu observer l’homme entre 19 h 30 et 20 h, alors que l’éclairage public était allumé, déclare qu’ils ne l'ont pas vu bouger pendant cette demi-heure, même s'ils ont eu l’impression que l’homme avait changé de position pendant ce laps de temps. Bien qu’ils se soient fait la remarque que l’homme pouvait être mort, puisqu’il ne réagissait pas aux moustiques, ils ont simplement conclu qu'il devait certainement être saoul ou endormi et ils n’ont pas cherché à en savoir plus,. Les témoins affirment que le corps était dans la même position que lors de sa découverte par la police.

### L’autopsie
Selon le pathologiste Sir John Burton Cleland, professeur émérite à l’université d’Adélaïde, l’homme était d’apparence « britannique » et devait être âgé de 40 à 45 ans ; il était dans une forme physique particulièrement bonne. La victime « mesurait 1,80 m , avec des yeux noisette, des cheveux blonds tirant sur le roux, grisonnants sur les tempes, avec une taille étroite et les épaules larges, des mains et des ongles ne montrant pas de signe de travail manuel, des grands et petits orteils taillés en biseaux, comme ceux des danseurs ou des personnes portant des bottes avec des bouts pointus, et des mollets musclés comme ceux des danseurs de ballet, bien qu’il puisse s’agir de traits génétiques et qu’on rencontre ces caractéristiques chez les coureurs de fond ».
La victime était habillée avec des habits de bonne qualité, comprenant une chemise blanche, une cravate rouge et bleu, un pantalon marron, des chaussettes, des chaussures et, bien que la journée ait été particulièrement chaude et la soirée très douce, un pullover brun tricoté et une veste élégante grise et marron à double boutonnage de style européen. Toutes les étiquettes de ses vêtements avaient été retirées et il ne possédait ni portefeuille, ni chapeau (ce qui était inhabituel en 1948, surtout pour un homme en costume). Rasé de près et sans marque distinctive, l’homme ne possédait aucun document relatif à son identité. Son empreinte dentaire ne correspondait à aucune de celles connues en Australie.
L’autopsie réalisée après la découverte du corps situe l'heure du décès aux environs de 2 heures du matin, le 1er décembre 1948. Elle révèle aussi que le dernier repas ingéré par la victime était une tourte, mangée environ 3 ou 4 heures avant le décès, mais les examens ne permettent pas de déceler de traces de substances suspectes dans le corps. Le pathologiste Dr. Dwyer conclut : « je suis quasiment sûr que la cause de la mort n'est pas naturelle... Le poison utilisé pourrait être un barbiturique ou un soluble hypnotique ». Bien que l'empoisonnement ait été la thèse privilégiée, la tourte n'a pas été considérée comme pouvant être à l'origine du poison. À part ces éléments, le médecin légiste n'a pas été capable de déterminer avec certitude la cause de la mort, ni si l'homme que les témoins disent avoir vu le soir du 30 novembre était bien la victime. Scotland Yard est appelé en renfort sur l'affaire, mais sans résultats notables. La diffusion à l'échelle mondiale d'une photographie de l'homme et de ses empreintes digitales ne mène à aucune identification. Comme le corps n'est pas identifié, il est embaumé le 10 décembre 1948.

### Réactions médiatiques
Les deux quotidiens d'Adélaïde, The Advertiser et The News, ont tous les deux couvert la mort séparément. The Advertiser, qui était alors un quotidien publié le matin, est le premier à faire mention de l'affaire dans un petit article, en page 3 de son édition du 2 décembre 1948. Titré « Un corps retrouvé sur la plage », on pouvait y lire :
« Un corps, qu'on suppose être celui d'E.C Johnson, un homme de 45 ans d'Arthur St, Payneham, a été découvert sur la plage de Somerton, en face de l'Hospice pour Enfant Infirme, hier matin. La découverte a été faite par Mr J. Lyons, de Whyte Rd, Somerton. L'inspecteur H. Strangway et l'agent J. Moss ont ouvert une enquête ». The News, dans son édition de l'après-midi, fait paraître l'histoire en Une, donnant plus de détails sur la victime.

## Enquête et rebondissement

### Identification

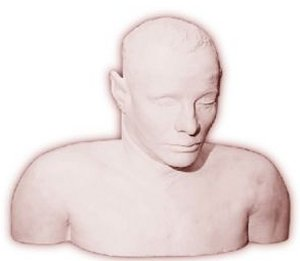
Buste en plâtre de la victime, réalisé par la police en 1949.

Le 3 décembre 1948, E.C. Johnson, dont le nom avait été donné comme victime potentielle, se présente au poste de police pour prouver qu'il est bien vivant,. Le même jour, The News publie une photographie de la victime en Une de son édition, ce qui entraîne une nouvelle vague d'appels concernant l'identité possible du corps. Le 4 décembre, la police annonce que les empreintes de l'homme ne figurent pas sur les fichiers de police du sud de l'Australie. Le 5 décembre, The Advertiser rapporte que la police cherche, dans les dossiers militaires, un homme qui aurait été vu en train de boire un verre dans un hôtel à Glenelg, le 13 novembre. Pendant qu'il buvait, l'inconnu aurait montré une carte de pension militaire portant le nom « Solomonson ».
Des nombreuses spéculations crédibles sur l'identité de la victime sont faites, dont une au début du  mois de janvier 1949, quand deux personnes identifient le corps comme étant celui d'un ancien bûcheron de 63 ans, Robert Walsh. Une troisième personne, James Mack, qui a vu le corps lui aussi et n'a pas pu l'identifier dans un premier temps, contacte la police, une heure plus tard, pour déclarer qu'il s'agit bien de Robert Walsh. Robert Walsh avait quitté Adélaïde un mois plus tôt pour acheter des moutons à Queensland, mais il n'était pas revenu à Noël comme prévu. La police reste néanmoins plutôt sceptique car Robert Walsh serait trop vieux pour être la victime. Elle remarque cependant que le corps retrouvé présente des caractéristiques cohérentes avec la thèse du bûcheron, bien que l'état de ses mains indique qu'il n'a pas coupé de bois depuis au moins 18 mois. L'identification de la victime en tant que Robert Walsh tombe finalement à l'eau quand Elizabeth Thompson, l'une des personnes qui avait identifié le corps comme étant celui du bûcheron, se rétracte en le voyant pour la deuxième fois. Elle note alors qu'il manque une cicatrice caractéristique sur le corps de la victime et que la taille des jambes ne correspond pas à Mr Walsh.
Au début du mois de février 1949, il y a 8 identifications plausibles, dont celle faite par deux habitants de Darwin, qui pensent que le corps est celui d'un de leurs amis, ainsi que d'autres personnes qui évoquent un garçon d'écurie, un travailleur sur un bateau à vapeur ou un Suédois. Des enquêteurs de l'État de Victoria pensent, pendant un moment, qu'il peut s'agir d'un de leurs compatriotes à cause de la similitude entre les marques de blanchisserie que présentent les vêtements de la victime et celles utilisées par les blanchisseurs de Melbourne. Après la publication de la photographie de l'homme dans l'État de Victoria, 28 personnes déclarent qu'elles connaissent son identité. Les enquêteurs de Victoria réfutent toutes les déclarations et indiquent que « d'autres éléments » permettent de conclure qu'il est finalement improbable que l'homme soit de Victoria.
En novembre 1953, la police déclare qu'elle a reçu la 251e « solution » au problème de l'identité de la victime, provenant de civils qui pensent qu'ils connaissent l'homme ou qu'ils l'ont rencontré. Pour la police, le seul indice réellement intéressant réside dans les vêtements que l'homme portait lors de sa mort.

### La  mallette marron

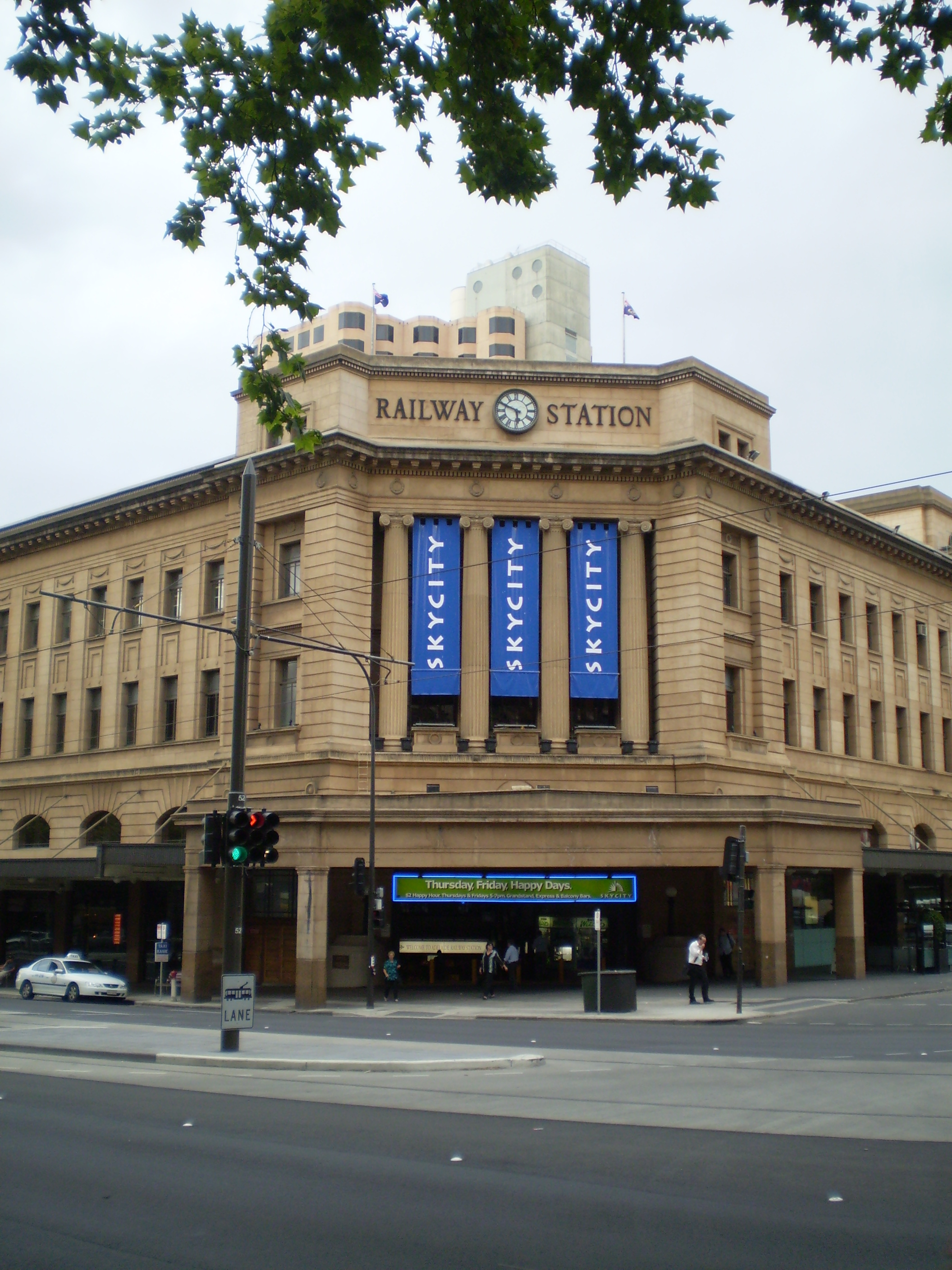
Gare ferroviaire d'Adelaide, où la mallette appartenant à la victime a été retrouvée.

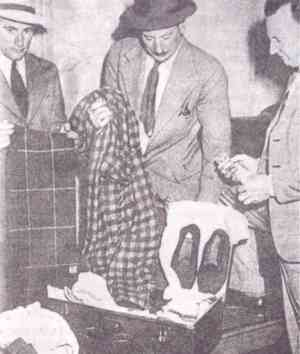
Mallette et objets, retrouvés à la gare d'Adelaide. De gauche à droite, les détectives Dave Bartlett, Lionel Leane, et Len Brown

L'affaire prend une nouvelle tournure, le 14 janvier 1949, quand le personnel de la gare ferroviaire d'Adélaïde découvre une mallette marron dont l'étiquette a été enlevée et qui a été enregistrée au vestiaire de la gare, après 11 h, le 30 novembre 1948. Dans la mallette se trouve une robe de chambre à carreaux rouges, taille 7, des chaussons rouges en feutre, 4 paires de caleçons (mais pas de chaussettes), un pyjama, du matériel de rasage, une paire de pantalons marron clair sur lesquels on trouve du sable, un tournevis d’électricien, un couteau de table taillé pour en faire un instrument tranchant, une paire de ciseaux aux pointes aiguisées ainsi qu'un pinceau à pochoir utilisé sur les bateaux de commerce pour marquer la cargaison.
La mallette contient également un carton de fil ciré orange de la marque Barbour, d'un « type inhabituel », qu'on ne trouve pas en Australie ; le même type que celui utilisé pour repriser la doublure des poches de la victime. Toutes les marques d'identification sur les vêtements ont été retirées, mais la police trouve le nom « T. Keane » sur une cravate, « Keane » sur  un sac à linge et « Kean » sans le « e » sur un tricot de corps, ainsi que trois notes de blanchisserie: 1171/7, 4393/7 et 3053/7,. La police pense alors que la personne qui a enlevé les identifications de vêtements a volontairement laissé en place ceux mentionnant « Keane », sachant qu'il ne s'agissait pas du véritable nom de la victime. Une enquête ultérieure révélera finalement que les marques « Keane » retrouvées étaient les seules à ne pas pouvoir être enlevées sans abîmer le vêtement.
On pense pendant un moment que la victime pourrait être un marin du nom de Tommy Reade, du SS Cycle, qui mouillait dans le port à ce moment-là, mais ses compagnons de bord réfutent catégoriquement cette théorie après avoir vu le corps à la morgue. Une enquête conclut qu'il n'y a aucun T. Keane porté disparu dans un pays anglophone et la publication mondiale des numéros de blanchisserie ne donne aucun résultat. Le manteau porté par la victime, fabriqué sur mesure, est inspecté par un tailleur d'Adélaïde qui indique que la confection particulière du vêtement prouve qu'il ne peut venir que des États-Unis, ce qui signifie que l'homme a séjourné aux États-Unis ou qu'il l'a acheté à un homme ayant séjourné aux États-Unis et partageant exactement les mêmes mensurations que lui,.
En étudiant le registre de l’arrivée des trains, la police déduit que l’homme a dû arriver par un train de nuit, soit depuis Melbourne, Sydney ou Port Augusta. Elle suppose qu’il a ensuite pris une douche et qu’il s'est rasé dans les bains publics adjacents, avant de revenir à la gare pour acheter un ticket pour le train de 10 h 50 à destination d’Henley Beach, que, pour une raison inconnue, il a raté ou n'a volontairement pas pris. Après être revenu à la gare depuis les bains publics, il a enregistré sa mallette au vestiaire avant de prendre le bus pour Glenelg. Derek Abbott, un professeur de l'Université d'Adélaïde qui a étudié l’affaire, pense que l’homme a pu acheter le billet de train avant de se nettoyer. Trouvant les équipements sanitaires de la gare fermés ce jour-là, il se serait alors dirigé vers la piscine située un peu plus loin pour se nettoyer, ce qui aurait ajouté 30 minutes au temps qu’il pensait mettre pour se laver, expliquant qu’il ait raté le train pour Henley Beach et qu’il ait pris le bus suivant.

### L’enquête médico-légale
L’enquête du médecin légiste, menée par Thomas Erskine Cleland, commença quelques jours après la découverte du corps, puis elle fut ajournée jusqu'au 17 juin 1949. Il fit appel à son cousin, John Burton Cleland, un pathologiste très réputé qui réexamina le corps et les vêtements de la victime et fit plusieurs découvertes : il découvrit que les chaussures de l’homme étaient remarquablement propres et semblaient avoir été vernies, au lieu de présenter l’aspect qu’elles auraient dû avoir si l'homme s'était promené sur le sable. Il ajouta que cette information allait dans le sens de la théorie selon laquelle le corps de l’homme aurait été apporté sur la plage après sa mort, en accord avec l’absence de traces de vomissures ou de convulsions sur la plage, les deux effets principaux du poison.
Thomas Cleland pensait que si aucun des témoins ne pouvait établir avec certitude de liens entre l’homme qui avait été aperçu le soir et le corps découvert le matin, la possibilité que l’homme ait été tué ailleurs et qu’il ait été déplacé sur la plage était plausible. Il admit cependant qu’il ne s’agissait que de spéculations puisque la plupart des témoins assuraient qu’il s’agissait « définitivement de la même personne », le corps reposant au même endroit et dans la même position caractéristique. Il indiqua aussi qu’il n'avait pu trouver aucune piste sur l’identité de la victime.
Sir John Burton Cleland trouva également un morceau de papier portant l'inscription « Tamam Shud » dans la poche du pantalon de la victime.
Cedric Stanton Hicks, un professeur de physiologie et de pharmacologie à l’université d’Adélaïde appelé à participer à l'enquête, déclara dans son témoignage qu’un certain type de drogue, qu’il indiqua au médecin légiste, pouvait être extrêmement toxique, même dans des petites quantités presque impossibles à détecter, même quand le médecin légiste savait ce qu’il cherchait. Le nom des drogues ne fut pas révélé au grand public avant les années 1980, car il était alors « très facile de s’en procurer, même pour un individu ordinaire » (plus tard, les drogues furent publiquement identifiées comme étant de la digitaline et de l’ouabaïne). Il remarqua que le seul élément manquant pour relier l’affaire à ces drogues était l’absence de trace de vomissures, ce qui l’empêcha de formuler une conclusion définitive. Il déclara que si la mort était survenue, comme l’indiquait l’heure du décès, 7 heures après le dernier mouvement connu de la victime, cela impliquait qu'elle ait ingurgité une dose massive. Le mouvement vu par les témoins à 19 h, ressemblant à un étirement, pouvait, dans ce cas, être l’une des dernières convulsions précédant la mort. Il est à noter que, concernant l'heure du décès, l'estimation a été faite juste après la découverte du cadavre, alors que la thèse d'un empoisonnement n'était pas encore évoquée, et que celui-ci peut modifier très significativement la rigidité cadavérique. Il est donc très probable, s'il s'agit d'un empoisonnement, que l'heure de décès soit erronée.
Plus tôt au cours de l’enquête, Cleland déclara « je ne serais pas surpris de découvrir que l’individu a été victime d’un poison, probablement un glucoside, et que le poison n’a pas été administré accidentellement ; mais je ne peux pas dire s’il a été administré par la victime elle-même ou par une autre personne ». Malgré les indices, il n’a pas pu déterminer la cause de la mort de l’homme de Somerton.
Le manque de succès concernant l’identification du corps et la cause du décès poussa les autorités à déclarer qu’il s’agissait d’un « mystère sans équivalent », et que la cause de la mort ne serait probablement jamais élucidée.
Un éditorialiste parla alors « d’un des plus profonds mystères australiens » en mettant en évidence que, si l’homme était mort à cause d’un poison si rare et inconnu que même les experts en toxicologie étaient incapables de l’identifier, alors les connaissances complexes du coupable en matière de substances toxiques permettaient d’exclure l’idée d’un empoisonnement domestique et d’envisager une affaire autrement sérieuse.

### Les Rubaiyat d'Omar Khayyam

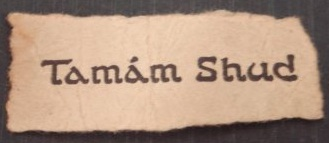
Le morceau de papier trouvé dans la poche de la victime, déchiré depuis la dernière page d'une édition rare des Rubaiyat d'Omar Khayyam.

Lors de l'enquête, Sir John Burton Cleland trouva un petit morceau de papier roulé sur lequel étaient imprimés les mots « Tamam Shud », dans une petite poche du pantalon de la victime. Les spécialistes appelés pour traduire les deux mots l'identifièrent comme une phrase signifiant « terminé » ou « fini » en persan, une inscription qu'on peut retrouver sur la dernière page des Rubaiyat d'Omar Khayyam. Le verso du morceau de papier était vierge. La police conduisit alors une enquête à l'échelle  nationale pour trouver une édition du livre possédant la même page blanche en fin de volume. Une photographie du morceau de papier fut envoyée aux divisions régionales de la police et diffusée au grand public. Un homme se présenta le 22 juillet 1949 et déclara qu'il avait trouvé une version très rare de la première édition traduite en 1859 par Edward Fitzgerald, publiée par Whitcombe and Tombs, en Nouvelle-Zélande, sur le siège arrière de sa voiture, laissée ouverte et garée sur Jetty Road à Gleneg, environ une semaine ou deux avant la découverte du corps. Il ignorait le lien entre le livre et l'affaire jusqu'à ce qu'il lise l'article publié la veille par le journal. Les mots « Tamam Shud » avaient été arrachés du livre et des tests au microscope permirent d'indiquer que le morceau de papier retrouvé sur la victime provenait bien de ce volume. L'identité de cet homme et sa profession furent tenues secrètes par la police, conformément à son souhait.
Le thème principal des Rubaiyat d'Omar Khayyam est que la vie doit être vécue intensément à chaque instant, et qu'il ne faut pas avoir de regret au moment de la mort. Le sujet des poèmes poussa la police à développer la thèse d'un suicide par empoisonnement, bien qu'il n'y ait aucune preuve pour appuyer cette théorie.

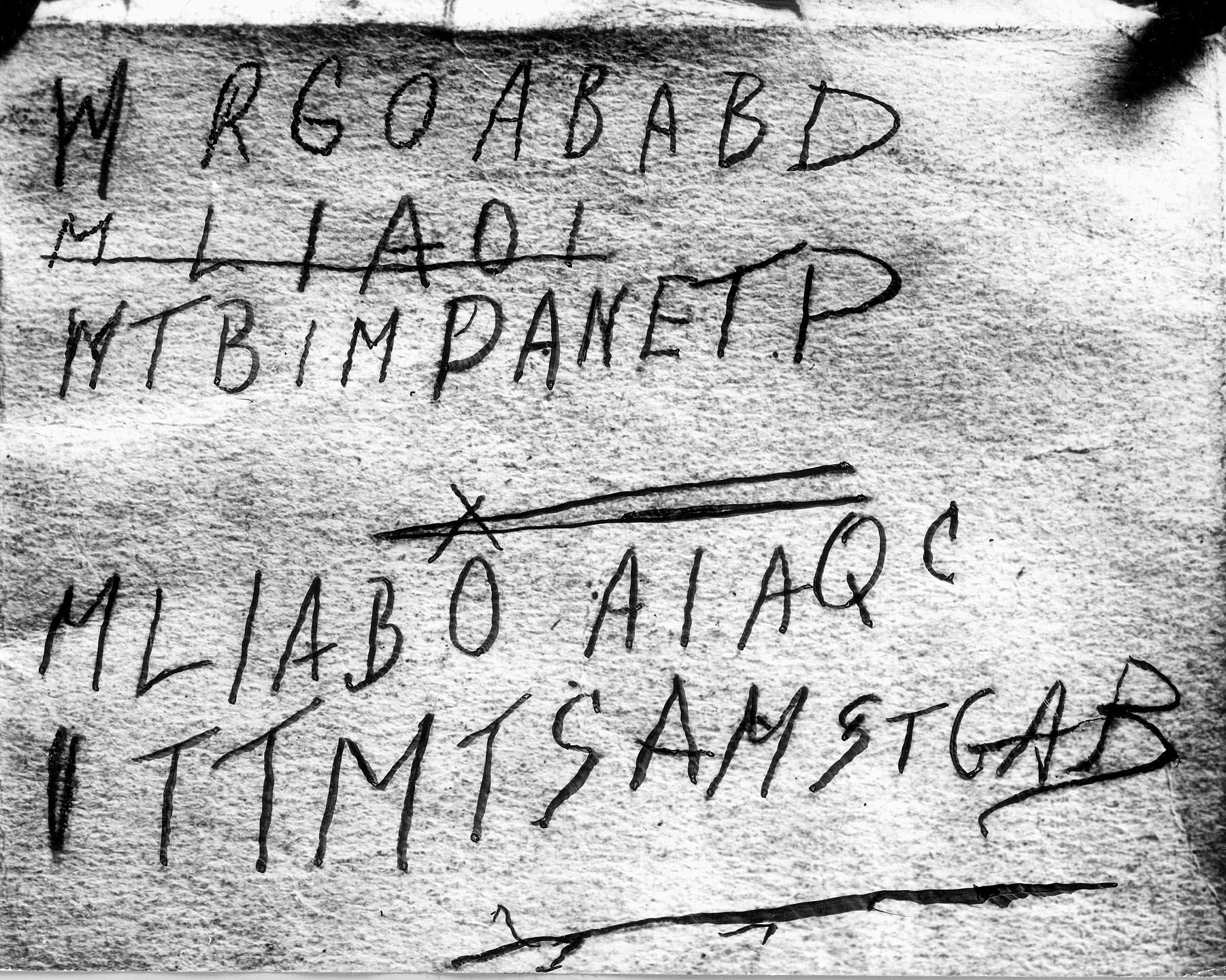
Les inscriptions trouvées au dos des Rubaiyat d'Omar Khayyam. Il pourrait s'agir d'un code.

Au dos du livre, on trouva des inscriptions réalisées avec un crayon de papier : 5 lignes de lettres en capitales, avec la deuxième ligne barrée. La ligne barrée est aujourd'hui considérée comme partiellement identique à la quatrième ligne, ce qui impliquerait que la personne qui a écrit les lignes se serait trompée, et donc, que les lettres auraient un sens et constitueraient un code.
WRGOABABD
MLIAOI
WTBIMPANETP
MLIABOAIAQC
ITTMTSAMSTGAB
Sur l'inscription du livre, il est difficile de dire si les deux premières lignes commencent par un M ou par un W, mais on considère généralement qu'il s'agit de W, en s'appuyant sur les différences avec les autres lettres M. On peut aussi discerner un X au-dessus du dernier O, mais on ne sait pas si cette inscription fait  partie du code ou non. À l'origine, la police supposa que les lettres formaient des mots dans une langue étrangère avant de réaliser qu'il devait s'agir d'un code. Des experts en décryptage furent appelés pour casser le code, sans succès. Le code fut analysé par le département de la Défense australien qui déclara :
- Le nombre de symboles est trop faible pour distinguer un schéma.
- Les symboles peuvent aussi bien être un code complexe de substitution qu'une suite de lettres sans aucun sens.
- Il n'est pas possible d'apporter de réponse satisfaisante[48].

Au dos du livre, la police trouva aussi un numéro de téléphone, inscrit sur liste rouge, appartenant à une ancienne infirmière habitant à Moseley St, Gleneg, à environ 400 mètres au nord de l'endroit où le corps avait été découvert. La femme en question déclara qu'au moment où elle travaillait au Royal North Shore Hospital à Sydney pendant la Seconde Guerre mondiale, elle possédait un exemplaire des Rubaiyat, mais qu'elle l'avait donné en 1945, au Clifton Gardens Hôtel à Sydney, à un lieutenant du nom d'Alfred Boxall qui travaillait à la Section de Transport de l’eau de l'armée australienne.
Selon les médias de l'époque, la femme indiqua qu’elle avait déménagé à Melbourne après la guerre et qu'elle s'était mariée. Elle avait reçu un peu plus tard une lettre provenant d’Alfred Boxall mais elle lui avait indiqué qu'elle était désormais mariée. Elle ajouta qu'à la fin de l'année 1948, un homme mystérieux avait posé des questions sur elle à son voisin. Aucune preuve n'a pu démontrer que  Boxall, qui ne savait pas que la femme s'était mariée, ait eu le moindre contact avec elle après 1945. Il apparut par la suite que cette femme n’était en réalité pas mariée, mais qu’elle vivait en concubinage avec un homme qu’elle allait épouser. Elle nia connaître la victime ainsi que la raison pour laquelle cet homme se trouvait à proximité de sa maison la nuit de sa mort. Elle demanda également que son identité ne soit pas enregistrée, car elle déclara qu'elle était mariée (ce qui n'était pas vrai) et voulait éviter l’embarras d'être liée à la victime ou à Boxall, ce que la police accepta. En voyant la reproduction en plâtre du buste de l'homme mort, présentée par le sergent inspecteur Leane, elle fut incapable de l’identifier. Selon Leane, la réaction de la femme en voyant le buste a été « un vif mouvement de recul, donnant l'impression qu'elle était sur le point de s'évanouir ». Dans une interview de 2002, Paul Lawson, le technicien qui a réalisé le buste et qui était présent lorsque celui-ci a été montré à la femme, dit qu'immédiatement après avoir vu le buste, elle a détourné son regard et qu'elle ne l'a plus regardé.
La police a cru que la victime était en réalité Boxall jusqu'à ce que le vrai Boxall ne soit découvert, vivant, en possession de l'édition des Rubaiyat qui lui avait été offerte (une édition de 1924 imprimée à Sydney), les mots « Tamam Shud » toujours présents sur la dernière page,. Boxall travaillait alors au service de maintenance du dépôt de bus de Randwick (où il travaillait déjà avant la guerre), et il n'était pas au courant du lien entre lui et la victime. Sur la couverture de l'édition des Rubaiyat qu'elle avait offerte à Boxall, la femme avait écrit le poème LXX :
Indeed, indeed, Repentance oft before
I swore—but was I sober when I swore?
And then and then came Spring, and Rose-in-hand
My thread-bare Penitence a-pieces tore.
Vraiment vraiment de Repentance j'ai souvent
Fait acte – mais étais-je sobre quand je prêtais serment ?
Et puis et puis une rose dans la main est venu le printemps
Déchirant le manteau usé qu'était ma Pénitence.
Dans un programme télévisé consacré à l'affaire, elle est mentionnée sous le nom de « Jestyn », probablement à cause de la signature visible sous le poème qu'elle a inscrit sur la couverture du livre offert à Boxall. Il s'agit probablement d'un surnom affectueux qu'elle utilisait avec Boxall.

## Pistes et théories

### Post-enquête

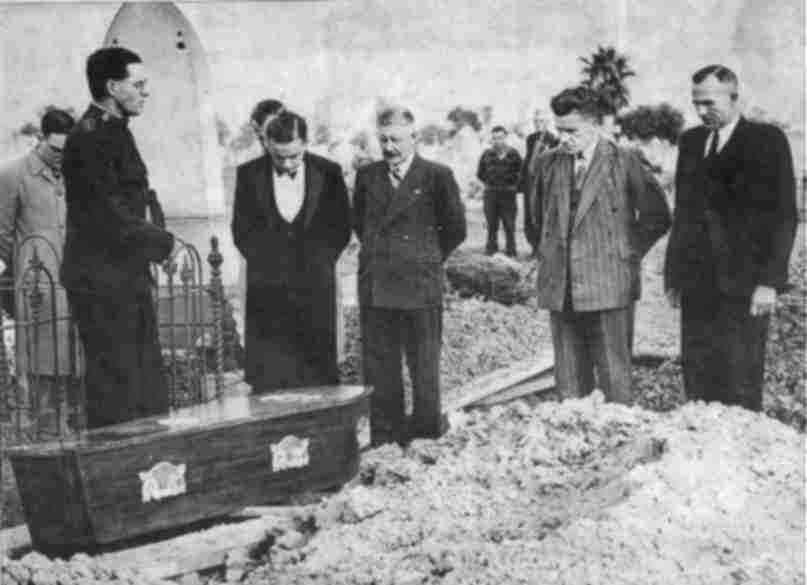
Enterrement de l'homme de Somerton le 14 juin 1949. Sur sa tombe, Le Capitaine Em Webb, de l'Armée du Salut, conduit la cérémonie, entouré de policiers et de journalistes. De gauche à droite : inconnu, Capitaine Em Webb, Laurie Elliot, Bob Whitington, inconnu, S. C. Brice, le Sergeant de Police Scan Sutherland, Claude Trevelion.

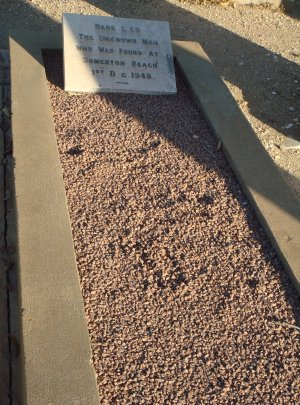
La tombe est située à l'emplacement numéro 106, sur la rangée 12 de la zone "Plan 3"
La tombe contient d'autres dépouilles en raison de la fin des concessions, l'homme de Somerton étant la plus récente.

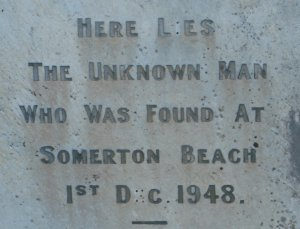
Plaque funéraire sur la tombe de l'homme de Somerton. Mort le 1er décembre 1948 et enterré le 14 juin 1949.

Après l’enquête, le corps de la victime a été enterré au West Terrace Cemetery d’Adélaïde, où l’Armée du salut a conduit le service funéraire. La South Australian Grandstand Bookmakers Association a payé le service pour éviter que l’homme ne soit enterré dans la fosse commune.
Après l’enterrement, des fleurs ont commencé à apparaitre sur la tombe. La police interrogea une femme qui quittait le cimetière, mais celle-ci déclara qu’elle ne connaissait pas l’homme. À peu près au même moment, la réceptionniste du Strathmore Hôtel, en face de la gare d'Adélaïde, révéla qu’un homme étrange avait logé dans la chambre 21, à peu près à la période de la mort, et qu'il était parti le 30 novembre 1948. Elle se souvint que le personnel d'entretien avait trouvé une sacoche médicale noire et une seringue hypodermique dans la chambre.
Depuis 60 ans, de nombreuses tentatives ont été faites pour craquer le code que contiendrait les lettres trouvées à l'arrière du livre, sans succès, dont des tentatives réalisées par les services de renseignement militaire et ceux de la Marine, des mathématiciens, des astrologues, ainsi que par des craqueurs de code amateurs. En 2004, l'inspecteur à la retraite Gerry Feltus suggéra dans un article du Sunday Mail que la ligne finale « ITTMTSAMSTGAB » pourrait être les initiales de la phrase « It's Time To Move To South Australia Moseley Street... » (Il est temps d'aller dans le sud de l'Australie à Moseley Street), Moseley Street étant la rue dans laquelle habitait « Jestyn », la rue principale de Glenelg. Une analyse réalisée en 2014 par un linguiste assisté par ordinateur, John Rehling, suggère que les lettres formeraient les initiales d'un texte en anglais, mais il n'a pas pu trouver de correspondance dans un large panel littéraire, et il en conclut que les lettres seraient certainement une sorte d'aide-mémoire, pas un code, et que le texte original ne pourrait probablement jamais être retrouvé.
L’Australian Broadcasting Corporation, dans sa série documentaire « Inside Story », a produit un programme en 1978 sur l'affaire Taman Shud, intitulée Le Mystère de la plage de Somerton, dans lequel le journaliste Stuart Littlemore enquête sur l'affaire et interviewe Boxall qui n'ajoute pas de nouvelles informations, ainsi que Paul Lawson, qui a réalisé le buste en plâtre et qui refuse de dire si quelqu'un a identifié le corps.
En 1994, John Harber Phillips, juge en chef de l’État de Victoria et président de l’institut de médecine légale de Victoria, a réétudié l'affaire pour déterminer les causes de la mort, et il conclut que l’utilisation de digitaline fait peu de doute. Phillips appuie sa conclusion en soulignant l'engorgement des organes, compatible avec l'effet de la digitaline, le manque d'éléments indiquant une maladie naturelle et « l'absence de quoi que ce soit de visible à l’œil nu qui puisse expliquer la mort ». Trois mois avant la mort de l'homme de Somerton, le 16 août 1948, la digitaline avait été mise en cause dans la mort du secrétaire adjoint au Trésor Américain, Harry Dexter White. Il avait été accusé d'espionnage soviétique pendant l'opération Venona.
L'affaire est toujours considérée comme « ouverte » au sein du département des homicides de la police d’Australie du Sud. La société historique de la police d’Australie du Sud détient le buste, qui contient des mèches de cheveux de la victime,. Toutes les autres tentatives pour identifier le corps ont été entravées par le formol utilisé lors de l'embaumement qui a détruit la plupart des traces d'ADN. D'autres éléments clés ont disparu, comme la mallette, qui a été détruite en 1986. Les déclarations des témoins ont été perdues au fil des années.

### Théorie de l’espionnage
Des rumeurs commencèrent à circuler concernant l’implication de Boxall dans l’espionnage militaire pendant la guerre, ce qui s’ajouta aux spéculations qui faisait de l’homme de Somerton un espion soviétique empoisonné par des ennemis inconnus. En réalité, Alfred Boxall était ingénieur dans la 4e Section de Transport de l’eau de l'armée australienne, détaché à la 2/1st North Australia Observer Unit (NAOU) pour des opérations spéciales sous le commandement direct d’un officier général. Pendant ce détachement, il passa du rang de caporal suppléant à celui de lieutenant en trois mois (soit une promotion de 8 rangs).
La théorie de l’espionnage soviétique est renforcée par le lieu de la découverte du corps, près d’Adélaïde, la capitale la plus proche de Woomera, un site top-secret servant de base de lancement de missiles et de centre de renseignement. S’ajoute à cela que l’une des villes depuis laquelle l’homme de Somerton est susceptible d’être arrivé en train à Adélaïde est Port Augusta, une ville relativement proche de Woomera.
De plus, en avril 1947, le US Army Signals Intelligence Service (service de renseignement américain), dans le cadre du Projet Venona, avait découvert que du matériel top-secret avait fuité depuis le ministère des Affaires étrangères australien vers l’ambassade soviétique à Canberra, ce qui avait mené l’armée américaine à annuler tous les transferts d’informations confidentielles à l’Australie. En réponse, le gouvernement australien avait annoncé la création d’un service de sécurité des secrets nationaux, qui deviendra plus tard l’Australian Security Intelligence Organisation (ASIO).

### Affaires possiblement liées

#### L'affaire Mangnoson
Le 6 juin 1949, le corps d'un enfant de deux ans, Clive Mangnoson, a été trouvé dans un sac au niveau des collines de sable de Largs Bay, environ 20 kilomètres au sud en longeant la côte depuis Somerton. Son père, Keith Waldemar Mangnoson, était étendu à ses côtés, inconscient. Le père fut amené à l’hôpital dans un très grand état de faiblesse, puis transféré dans un hôpital psychiatrique. Les Mangnoson avaient disparu depuis 4 jours. Selon la police, Clive était mort depuis 24 heures quand son corps a été retrouvé. Ils ont été trouvés par Neil McRae, de Largs Bay, qui prétend qu'il a vu le lieu où étaient les corps au cours d'un rêve, la nuit précédente.
Le médecin légiste n'a pas pu déterminer la cause de la mort de Clive Mangnoson, bien qu'il ne pense pas qu'il puisse s'agir de causes naturelles. L'estomac du garçon fut envoyé à un analyste du gouvernement pour un examen plus complet.
Après la mort, la mère de l'enfant, Roma Mangnoson, indiqua qu'elle avait été menacée par un homme masqué, qui avait essayé de la renverser avec sa voiture alors qu'elle sortait de chez elle, sur Cheapside Street à Largs North. Roma Mangnoson déclara que la voiture s'était arrêtée, et qu’un homme dont le visage était camouflé par un mouchoir kaki lui avait dit de « laisser la police en dehors de ça ». Un homme ayant la même apparence avait récemment été vu, fouinant autour de la maison. Roma Mangnoson pensait que l'incident était relié à la tentative de son mari d'identifier l'homme de Somerton. Selon son mari, l’homme de Somerton pouvait être Carl Thompsen, qui avait travaillé avec lui à Renmark en 1939.
J. M. Gower, secrétaire de la Largs North Progress Association, reçut un appel anonyme menaçant Mme Mangnonson de représailles s'il se mêlait de l'incident, alors qu'A. H. Curtis, le maire de Port Adélaïde, reçut quant à lui 3 appels lui prédisant « un accident » s'il « fourrait son nez dans l'affaire Mangnoson ». La police pensa qu'il pouvait s'agir de canulars et que l'interlocuteur pouvait être la même personne qui avait déjà terrorisé une femme de la banlieue proche qui venait de perdre son mari dans des circonstances tragiques.

#### L'affaire Marshall
En juin 1945, trois ans avant la mort de l'homme de Somerton, un Singapourien de 34 ans du nom de Joseph Saul Haim Marshall fut retrouvé mort dans Ashton Park, Mosman, Sydney, avec un exemplaire des Rubaiyat d'Omar Khayyam sur la poitrine. On pense qu'il se serait suicidé en s'empoisonnant. L'exemplaire de Marshall des Rubaiyat a été enregistré comme étant de la 7e édition publiée à Londres par Methuen. En 2010, une enquête a révélé que Methuen n'avait publié que 5 éditions ; cette incohérence n'a jamais été expliquée et a été rapprochée de la difficulté à s'approprier un exemplaire de l'édition de Whitcombe and Thombs.
« Jestyn » a donné à Alfred Boxall un exemplaire des Rubaiyat à Clifton Gardens, deux mois  après la mort de Marshall. Clifton Garden se situe juste à côté d'Ashton Park. Joseph Marshall était le frère du célèbre avocat et Premier Ministre de Singapour, David Saul Marshall. Une enquête fut menée concernant la mort de Joseph Marshall le 15 août 1945. Une femme du nom de Gwenneth Dorothy Graham témoigna  au cours de  l'enquête et fut retrouvée morte 13 jours plus tard, dans une baignoire, les poignets ouverts,.

## Développements récents

### Enquêtes en cours
Depuis mars 2009, une équipe de l'Université d'Adélaïde, menée par le professeur Derek Abbott, essaye de résoudre l'affaire en craquant le code et propose d’exhumer le corps pour réaliser des tests ADN.
L'enquête d'Abbott amène à remettre en cause certaines des hypothèses que la police avait faites sur l'affaire. La police pensait que la différence entre la marque de cigarette du paquet et celle des cigarettes retrouvées à l’intérieur était due à la pratique, courante à l'époque, d'acheter des cigarettes de moindre qualité et de les mettre dans un paquet d'une marque plus chère. Cependant, une vérification dans la gazette du gouvernement de ce jour-là (les produits en Australie étaient encore rationnés) indique que Kensitas était la marque la plus chère, ce qui permet de penser que les cigarettes auraient pu contenir le poison et qu'elles aient été échangées sans que l'homme ne le sache, une piste qui n'a jamais été suivie. Abbott a également fouillé la piste du carton de fil Barbour et il a trouvé des variations dans les emballages, ce qui pourrait fournir un indice sur le pays dans lequel il a été acheté.
Le craquage du « code » a été repris à zéro. Les statistiques ont déterminé que la fréquence de la distribution des lettres est différente de celle de lettres distribuées aléatoirement ; la fréquence doit encore être testée pour savoir si le niveau d'alcoolémie[Quoi ?] peut influer sur la distribution aléatoire d'une série de lettres.
Les rapports d'autopsie de l'homme de Somerton de 1948 et 1949 ont été perdus et la Barr Smith Library de Cleland ne contient aucune note concernant l'affaire. Macieh Henneberg, professeur d'anatomie à l'Université d'Adélaïde, a examiné l'oreille de l'homme de Somerton et déterminé que la conque est plus grande que la fossette naviculaire, une particularité qu'on ne retrouve que chez 1 à 2 % de la population de type caucasienne. En mai 2009, Derek Abbott a consulté un expert dentaire qui a conclu que l'homme de Somerton était atteint d'hypodontie au niveau des deux incisives latérales, une particularité génétique rare présente chez 2 % de la population mondiale. En juin 2010, Abbott a obtenu une photographie du fils de Jestyn, Robin, qui montre clairement ses oreilles et ses dents. On peut voir sur la photographie qu'en plus d'avoir une conque plus grande que la fossette naviculaire, il est également atteint d'hypodontie. Les chances pour qu'il s'agisse d'une coïncidence ont été estimées entre 1 sur 10 000 000 et 1 sur 20 000 000.
Les médias ont suggéré que le fils de « Jestyn », qui avait 16 mois en 1948 et qui est mort en 2009, pourrait être le fils de Boxall ou de l'homme de Somerton et qu'il aurait été confié au mari de « Jestyn ». Une analyse ADN permettrait d'infirmer ou de valider cette théorie. Abbott pense que l'exhumation et des tests génétiques permettraient de lier l'homme de Somerton à une liste de noms de famille, qui, associés aux autres indices, pourraient être la clef de son identification. Cependant, en 2011, le procureur général John Rau a refusé la permission d'exhumer, déclarant : « Il faut une raison d'intérêt public qui dépasse la curiosité et l'intérêt scientifique ».

### Interviews
En 2013, des membres de la famille de « Jestyn » et de Prosper Thomson ont donné une série d’interviews à la télévision, pour le programme 60 Minutes qui a été diffusé le 24 novembre. Dans ce programme, Kate Thomson, la fille de « Jestyn » et de Prosper Thomson, déclare que sa mère lui aurait dit qu’elle avait menti à la police, qu’elle connaissait l’identité de l’homme de Somerton et que « son identité était aussi connue à un niveau plus élevé ». Kate Thomson suggère aussi que sa mère et l’homme de Somerton ont pu être tous les deux des espions, notant que sa mère était intéressée par le communisme et qu’elle parlait russe couramment, bien qu’elle n’ait pas révélé à sa fille où elle avait appris cette langue, ni pour quelle raison.
La veuve de Robin Thomson, Roma Egan, et leur fille, Rachel Egan, apparaissent aussi dans l’émission 60 Minutes et suggèrent que l’homme de Somerton pourrait être le père de Robin, et donc le grand-père de Rachel. Les Egan déclarent qu’ils ont entamé une procédure auprès du Procureur Général d’Australie du Sud, John Rau, pour que le corps soit exhumé afin de réaliser des tests ADN.
Derek Abbott a lui aussi écrit à John Rau pour appuyer la demande des Egan, indiquant que l’exhumation pour réaliser des tests ADN serait en adéquation à la politique du gouvernement fédéral d’identifier les soldats dans les cimetières militaires, afin de permettre aux familles de terminer leur deuil. Kate Thomson s’oppose à l’exhumation qui, selon elle, serait un manque de respect par rapport à son frère,.

### H. C. Reynolds
En 2011, une femme d’Adélaïde a contacté Maciej Henneberg au sujet d’une carte d’identité d’un certain H. C. Reynolds qu’elle avait trouvé dans les affaires de son père. La carte, un document délivré aux États-Unis à un ancien marin pendant la Première Guerre mondiale, a été donnée à l’anthropologiste biologique Maciej Henneberg en octobre 2011 afin de réaliser une comparaison avec la photographie de l’homme de Somerton. Bien qu’il ait trouvé des similitudes anatomiques entre le nez, les lèvres ou les yeux, aucune ne fut plus pertinente que celle entre les oreilles sur les deux photographies. La forme des oreilles partagée par les deux hommes correspondait de manière très forte, et Henneberg trouva aussi ce qu’il appelle un « identifiant unique », un grain de beauté sur le front qui avait la même forme et la même position sur les deux photographies.
« Les similitudes entre les oreilles et le grain de beauté me permettent de faire une déclaration qui identifie positivement l’homme de Somerton ».
La carte d’identité, portant le numéro 58757, a été délivrée aux États-Unis le 28 février 1918 à H. C. Reynolds, qui se déclare Anglais et âgé de 18 ans. Des recherches conduites par le US National Archives, le UK National Archive et le Australian War Memorial Research Center n’ont pas permis de trouver des documents relatifs à H. C. Reynolds. Le département des homicides de la police d’Australie du Sud, pour qui l’affaire est toujours ouverte, étudiera toute nouvelle information.

### Charles Webb
En 2022, la recherche dans une base de données généalogiques à partir de polymorphismes mono-nucléotides (SNP) sur l'ADN prélevé sur des poils pris dans le plâtre du masque mortuaire a permis à l'équipe du Pr Abbott de retrouver quatre personnes vivantes apparentées dont l'arbre généalogique contenait un grand-oncle/cousin au 3ème degré nommé Charles Webb, né en 1905 et de date de décès inconnu. L'épouse de ce Charles Webb avait obtenu en 1952 le divorce pour abandon du domicile conjugal. L'étude des SNP a, par la même occasion, infirmé la parenté entre Charles Webb, maintenant identifié comme l'homme de Somerton, et le fils de Jo Thomson.

## Chronologie
- 16 novembre 1905 : Carl "Charles" Webb naît à Melbourne.
- Avril 1906 : Alfred Boxall naît à Londres, Angleterre.
- Octobre 1912 : Prosper Thomson, futur mari de « Jestyn », naît à Central Queensland.
- 1921 : Naissance de « Jestyn » à Marrickville, New South Wales.
- 1936 : Prosper Thomson déménage depuis Blacktown à Sydney, il se marie et vit à Mentone, Victoria, dans la  banlieue sud-est de Melbourne.
- Juin 1944 : Naissance de « Lesley », fille d'Alfred Boxall.
- 3 juin 1945 : Joseph Saul Haim Marshall est retrouvé mort empoisonné à Ashton Park, Mosman, Sydney. Un exemplaire des Rubaiyat est ouverte à côté de son corps. Ashton Park se trouve à côté de Cliftion Gardens où « Jestyn » rencontre Boxall deux mois plus tard.
- Août 1945 : « Jestyn » donne à Alf Boxall un exemplaire des Rubaiyat après avoir bu avec lui au Clifton Gardens Hôtel, Sydney, avant qu'il ne soit envoyé au large pour servir.
- Octobre 1946 : Robin Thomson est conçu (si l'on considère une durée de grossesse normale).
- Fin 1946 : « Jestyn » est enceinte et  déménage à Mentone, Victoria, pour vivre temporairement chez ses parents. Il s'agit de la même ville de banlieue dans laquelle Prosper Tomson s'est établi avec son épouse, 10 ans plus tôt.
- Début 1947 : « Jestyn » déménage dans la banlieue d'Adélaïde et change son nom de famille pour prendre celui de son futur mari.
- Juillet 1947 : Robin, le fils de « Jestyn », naît.
- 15 janvier 1948 : Alf Boxall revient à Sydney après son service et il quitte l'armée en avril 1948.
- Juillet 1948 : « Prosper McTaggart Thomson, propriétaire d'une location de véhicule, à Moseley Street, Glenelg » apparaît au tribunal d'Adélaïde en tant qu'accusé dans une dispute concernant la vente d'un véhicule, datant de novembre 1947, ce qui implique que Prosper Thomson aurait été présent à Adélaïde depuis 1947.
- 30 novembre 1948, 8 h 30 - 10 h 50 : L'homme de Somerton est supposé arriver par le train à Adélaïde. Il achète un ticket pour le train de 10 h 50 en direction de Henley Beach qu'il n'utilise pas. Le ticket est le premier vendu des trois billets délivrés par ce guichet.
- Entre 11 h et 12 h : Il enregistre une mallette au vestiaire de la gare.
- Après 11 h 15 : il achète un ticket pour le bus qui part à 11 h 15 depuis le sud de North Tce (devant le Strathmore Hôtel), en face de la gare. Il a pu embarquer plus tard depuis un autre arrêt de la ville, bien qu'il n'ait qu'une fourchette de 15 minutes entre le moment le plus tôt auquel il a pu enregistrer la mallette (le vestiaire est à 60 mètres de l'arrêt de bus). On ne sait pas à quel arrêt il est descendu. Le terminus du bus est à Somerton à 11 h 44. L'enquête a déterminé qu'il « avait dû » descendre à Glenelg, près du St. Leonard's hôtel. Cet arrêt se situe à moins d'un kilomètre de l’adresse de « Jestyn » à Moseley Street, elle-même à 400 mètres de l'endroit où le corps a été découvert.
- Entre 19 h et 20 h : plusieurs témoins disent l'avoir vu.
- 1er décembre 1948, 2 h : heure présumée de la mort. L'heure a été déterminée de manière rapide en se basant sur la rigidité cadavérique, alors que l'ambulance était en route. Puisqu'on suspectait un suicide, il n'y eut pas de tentative d'établir une heure de décès plus fiable. Le poison altérant la rigidité cadavérique, l'heure du décès n'est probablement pas exacte.
- 6 h 30 : le corps est retrouvé par John Lyons et deux hommes à cheval.
- 14 janvier 1949 : les employés de la gare d'Adélaïde trouvent la mallette marron appartenant à l'homme.
- 6 juin : le corps de Clive Mangnoson est retrouvé à 20 kilomètres de Somerton par Neil McRae.
- 6-14 juin : le morceau contenant l'inscription « Tamam Shud » est retrouvé dans une petite poche.
- 17 et 21 juin : Enquête du médecin légiste.
- 22 juillet : un homme apporte un exemplaire des Rubaiyat qu'il a retrouvé le 30 novembre, contenant le mystérieux code. La police relie cette édition au morceau de papier portant l'inscription « Tamam Shud ».
- 26 juillet : un numéro de téléphone sur liste rouge est découvert dans le livre. Il mène à une femme habitant à Glenelg. En voyant le buste en plâtre fabriqué par Paul Lawson, « Jestyn » ne peut pas affirmer ou infirmer qu'il s'agit d'Alf Boxall. L'agenda de Dawson pour cette journée la présente en tant que « Mme Thompson » et il indique qu'il s'agit d'une belle femme, laissant ouverte la possibilité d'une liaison avec l'homme de Somerton. Elle avait 27 ans en 1948. Dans une interview plus tardive, Lawson décrit son attitude comme étant particulièrement étrange ce jour-là. Il indique aussi qu'on aurait pu croire qu'elle était sur le point de s'évanouir. Le jour suivant, des inspecteurs de Sydney interrogent Alf Boxall. « Jestyn » demande que son nom ne soit pas révélé pour que son mari ne sache pas qu'elle avait connu Alf Boxall. Bien qu'elle ne soit pas mariée à ce moment-là, le nom qu'elle donne à la police est Jessica Thomson.
- Début 1950 : le divorce de Prosper Thomson est conclu.
- Mai 1950 : « Jestyn » se marie avec Prosper Thomson.
- Dans les années 1950 : l'exemplaire des Rubaiyat est perdu.
- 14 mars 1958 : l'enquête du médecin légiste est reprise. « Jestyn » et Alf Boxall ne sont pas mentionnés. Aucune nouvelle piste n'est trouvée et l'enquête s'arrête avec un report sine die.
- 1986 : la mallette marron et son contenu sont détruits car ils ne sont plus considérés comme utiles à l'enquête.
- 1994 : le Juge en Chef de Victoria, John Harber Phillips, étudie les indices et conclut que l'empoisonnement est dû à de la digitalis.
- 1995 : Prosper, le mari de « Jestyn », meurt.
- 17 août 1995 : Alf Boxall meurt.
- Mai 2007 : « Jestyn » meurt.
- Mars 2009 : Robin, le fils de « Jestyn », meurt.
- Octobre 2022 : Carl 'Charles' Webb identifié[84].